# Batalla de Port-Saint-Père (12 maig de 1793)
La segona batalla de Port-Saint-Père Va tenir lloc el 12 de maig de 1793 durant la revolta de La Vendée. Acaba amb les victòries dels republicans que repel·leixen un atac dels vendeans amb l'objectiu de recuperar la ciutat de Port-Saint-Père.

## Preludi i forces en presència
El 12 de maig de 1793, la vila de Port-Saint-Père, ocupada pels republicans, fou atacada pels Paydrets de La Cathelinière. El nombre de Vendéens és estimat entre 3.000 i 4.000 pels patriotes. Segons fonts republicanes, 100 voluntaris de la Manche i Loire-Inférieure i 300 efectius de línia formen la guarnició de la ciutat. Segons les memories, de Lucas de La Championnière afirma que el poble està en mans de 400 homes d'un regiment alemany amb tres canons.
| «                                                      | “Després de l'evacuació de Palluau, Legé ja no tenia cap veí dels quals preocupar-se. En ser la guarnició de Machecoul la més propera, vam pensar com recuperar la nostra antiga capital i el senyor de la Cathelinière, que s'havia quedat al país de Retz, es va encarregar d'atacar Port-Saint-Père, mentre que la resta de generals es concentrarien a Machecoul. No sé per què el projecte no va tenir la seva plena execució, però el dia assenyalat, Charette es va quedar tranquil·la a Legé i de la Cathelinière va caminar per Port-Saint-Père. Quan els bandolers s'acostaven, els voluntaris volien abandonar el lloc, però 400 homes d'un regiment alemany van jurar morir en lloc de retirar-se sense lluitar. L'atac va ser animat tot i que els agressors anaven mal armats; la resistència també va ser tossuda, finalment els Vendeans van entrar al poble malgrat tres peces de canó que defensaven les principals sortides. La victòria semblava segura quan l'ajuda arribava al mateix temps de Machecoul i Nantes. Coutard, va dirigir el destacament de Nantes i Deurbroucq estava al capdavant de la cavalleria de Machecoul. Aquest últim va ser colpejat per una bala que va trencar el retrat que portava al pit; els destacaments republicans en unir-se durant molt de temps van fer sentir expressions d'alegria i la tropa de la Vendée es va retirar sense ser perseguida." | » |
| — Memòries de Pierre-Suzanne Lucas de La Championnière | |   |

## Procés
Encara que mal armats, els Vendeans, més nombrosos, aconsegueixen entrar al barri malgrat la tossuda resistència dels republicans. Mentre la victòria dels atacants semblava inevitable, el general Canclaux va arribar com a reforç amb 800 soldats i 4 canons. Els Paydret es van retirar després després de més de cinc hores de lluita. Victoriós, el general Canclaux va fer escorcollar els boscos de Rouans i el Princé però sense trobar cap rastre dels fugitius.